# Diocesi di Aghagower
La diocesi di Aghagower o Aughagower è stata una sede della Chiesa cattolica.

## Territorio
La diocesi si estendeva nella parte occidentale dell'Irlanda nella zona chiamata "The Owles" nei dintorni di Westport.
Sede vescovile era l'odierno villaggio di Aughagower.

## Storia
La diocesi fu eretta nel 441 quando san Patrizio vi destinò il vescovo Senach. Altri vescovi per questa sede non sono conosciuti. Fu una sede monastica, come le altre diocesi irlandesi dello stesso periodo.
L'antica sede monastica di Aghagower non sopravvisse alla riorganizzazione delle diocesi irlandesi del XII secolo, infatti non è nominata né dal sinodo di Rathbreasail del 1111 né dal sinodo di Kells del 1152; il suo territorio fu incorporato nella diocesi di Mayo.

## Cronotassi dei vescovi
- San Senach † (441 - ?)